# Винная змея
Винная змея, или серая древесная змея (лат. Thelotornis kirtlandii), — вид змей из семейства ужеобразных. В отличие от большинства других представителей данного семейства, вид ядовит. Укус может быть опасен для человека.
Латинское название вида дано в честь американского натуралиста Джареда Поттера Киртланда.

## Распространение
Змея распространена в Африке (южнее Сахары, но севернее южной части континента). Известна в Сомали, Кении, Замбии, Танзании (одно наблюдение), Уганде, ДРК, Республике Конго, Анголе, Габоне, Экваториальной Гвинее, Нигерии, Камеруне, Того, Бенине, Гане, Кот-д’Ивуаре, Либерии, Сьерра-Леоне, Гвинее, Гвинее-Бисау и ЦАР.

## Общие сведения
Длина от 1,2 до 1,71 м. Обитает в тропических лесах. Питается мелкими птицами, ящерицами и жабами. Откладывает яйца (4—18 штук).